# Conservation International
 (octobre 2020).
Conservation International (CI) est une organisation à but non lucratif qui cherche à protéger les points chauds de biodiversité, espaces sauvages à forte biodiversité ainsi que les régions maritimes importantes. Le groupe est aussi connu pour son partenariat avec des ONG et des peuples indigènes.
Créée en 1987, son siège est à Washington et elle emploie plus de 900 personnes. Elle a une activité dans 40 pays, principalement dans les pays en développement d'Afrique, le Pacific Rim, et les forêts primaires d'Amérique centrale et du Sud. 
La mission de Conservation International est de préserver l'héritage naturel vivant de la Terre, notre biodiversité mondiale, et de démontrer que les sociétés humaines sont capables de vivre en harmonie avec la nature.

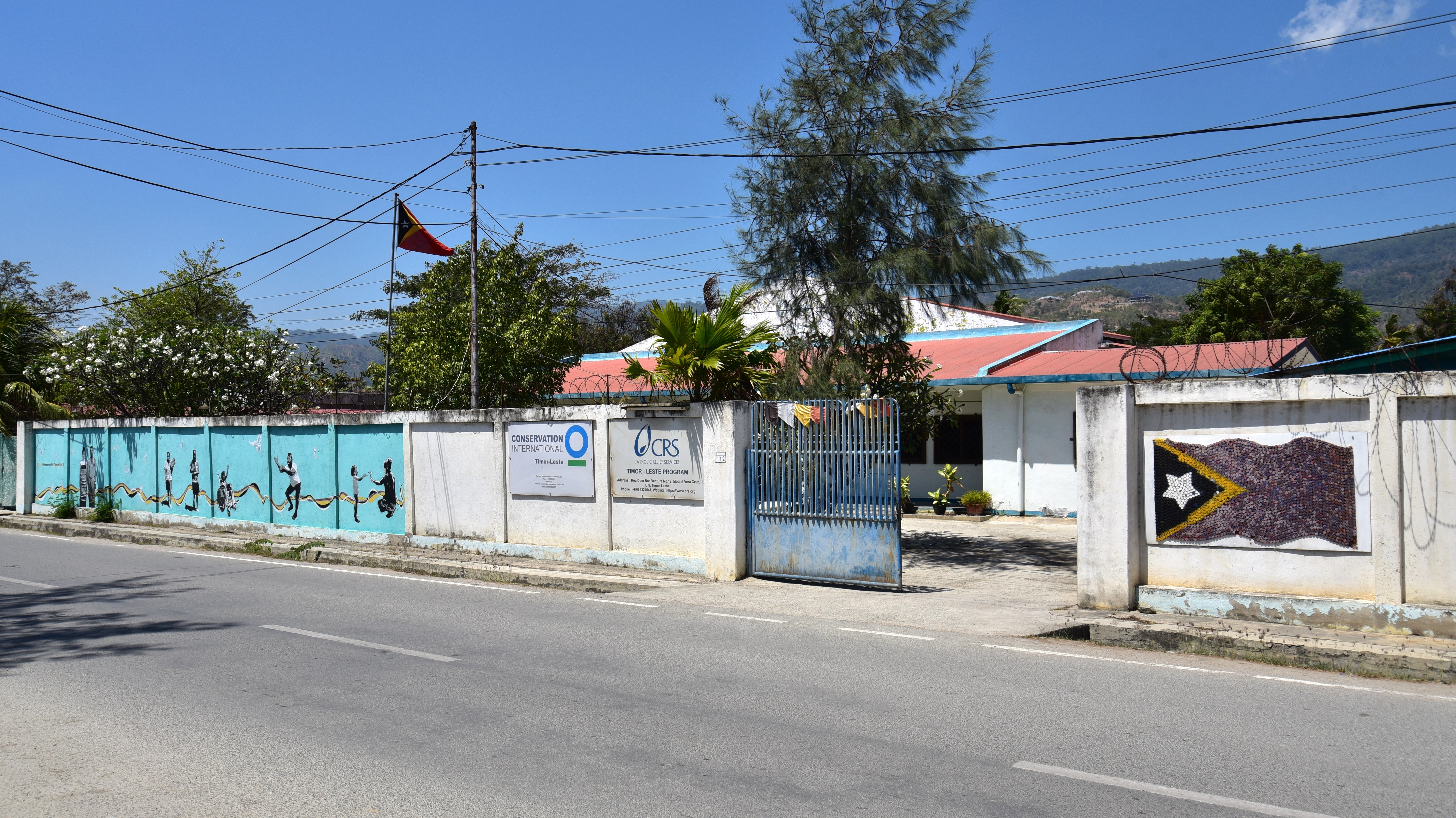
Bureau de Conservation International à Dili, au Timor oriental.

## Biodiversité
Conservation International a été Fondé en 1987, par Peter A. Seligmann et Spencer Beebe, tous deux sont d'anciens étutudiants de l'université de Yale. Peter Seligmann travaillait précédamment pour l'ONG The Nature Conservancy.

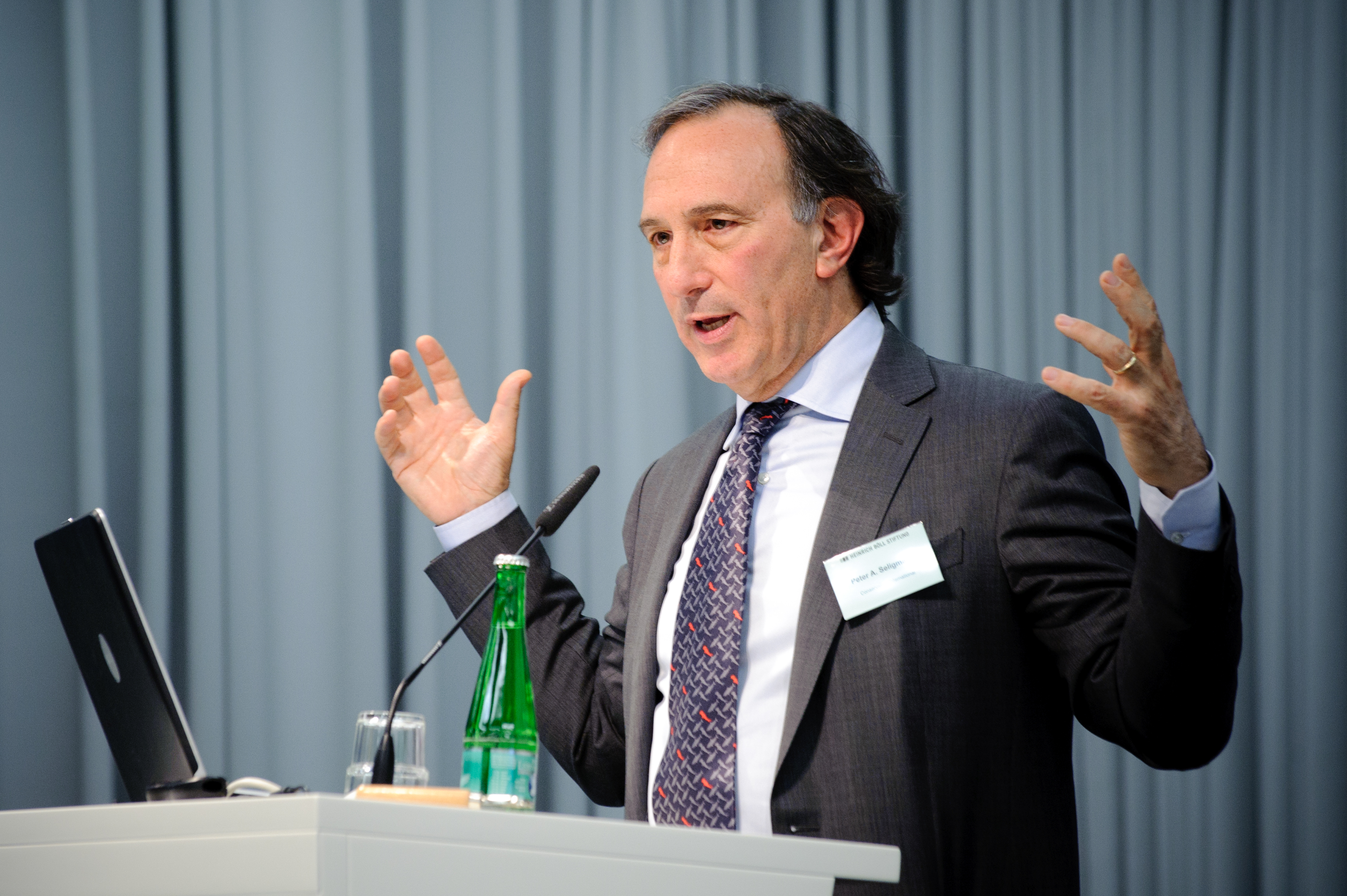
Peter A. Seligmann
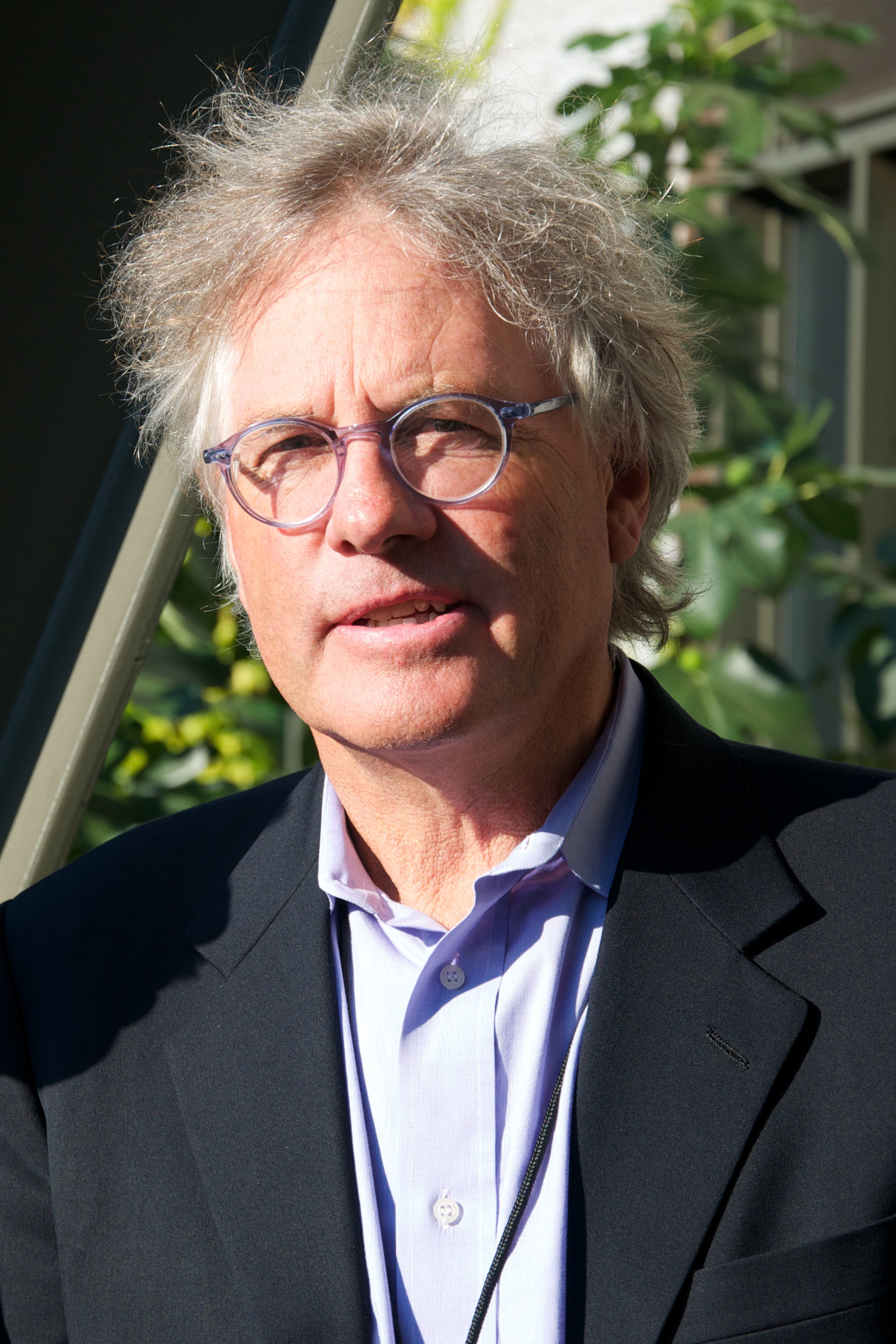
Spencer Beebe

1988, l'année suivante de la naissance de l'organisation américaine de protection de la nature Conservation International, voit se dérouler plusieurs évènements concomitants dans le domaine de la biodiversité :
- la Conférence sur la Biodiversité se tient à la Smithsonian Institution à Washington ;
- l'écologiste britannique Norman Myers développe le concept des « hotspots de biodiversité » (points chauds de biodiversité en français) au Green College de l'Université d'Oxford ;
- le primatologue américain Russell A. Mittermeier est à l'origine de l'idée de « pays de mégadiversité ».

Mittermeir fut nommé Président de l'organisation Conservation International en 1989.
Sous sa présidence, cette organisation a repris le concept des « points chauds » de biodiversité développé par l'équipe de Myers et a décidé de concentrer ses moyens en argent et en temps prioritairement sur la préservation de ces hauts lieux de biodiversité.
Conservation International a procédé à une nouvelle analyse, parue en 2004, pour réévaluer le concept des « points chauds » de biodiversité.
Le résultat de cette analyse a conduit à une augmentation de leur nombre, de 25 en 1999 à 34 en 2004
.
De façon complémentaire avec la préservation de ces sites menacés, Conservation International, avec Mittermeier et ses collègues, a aussi introduit d'autres concepts, à savoir les notions de « zones sauvages » de haute biodiversité

et de pays de « mégadiversité »
.
Depuis lors, l'organisation Conservation International utilise ses diverses notions qui lui servent à définir ses priorités en matière de conservation de la nature.
Les définitions données par Conservation International sont les suivantes :
- un « point chaud de biodiversité » (1999 & 2004) est une écorégion ou une partie d'écozone qui contient au moins 1500 espèces de plantes vasculaires endémiques (soit au moins 0,5 % du total mondial) et qui a perdu au moins 70 % de son habitat originel ;
- une « zone sauvage de haute biodiversité » (2002) est une écorégion ou une partie d'écozone qui contient au moins 1500 espèces de plantes vasculaires endémiques (soit au moins 0,5 % du total mondial) et qui a maintenu 70 % ou plus de son habitat originel ;
- un « pays de mégadiversité biologique » (1997) est un pays qui contient au moins 3000 espèces de plantes vasculaires endémiques (soit au moins 1 % du total mondial).

Conservation International établit annuellement un indice qui évalue la « santé des océans » appelé Ocean Health Index pour 221 pays et territoires y compris l'Antarctique.

## Controverses
CI a été critiquée pour ses liens avec des sociétés telles que BP, Cargill, Chevron, Monsanto et Shell,. CI a défendu son travail avec le secteur privé, en faisant valoir que le changement exige de travailler avec des sociétés qui ont des impacts environnementaux importants. 
Un article paru en 2008 dans The Nation affirmait que l'organisation avait attiré 6 millions de dollars pour la conservation marine en Papouasie-Nouvelle-Guinée, mais que les fonds étaient utilisés pour « à peine plus que des bureaux en peluche et des voyages en première classe ».  CI a fait la promotion de ses opérations en Papouasie-Nouvelle-Guinée, affirmant qu'elles avaient contribué à de nouvelles découvertes scientifiques et à la création de nouvelles zones protégées.
En mai et juin 2013, Survival International a rapporté qu'une tribu autochtone de Bushmen au Botswana était menacée d'expulsion de ses terres ancestrales afin de créer un corridor de vie sauvage connu sous le nom de Corridor de conservation du Kgalagadi occidental. Un représentant du gouvernement du Botswana a nié ce fait. Un communiqué de presse de mai de CI a déclaré que « contrairement à des rapports récents, Conservation International (CI) n'a pas été impliqué dans la mise en œuvre de corridors de conservation au Botswana depuis 2011 », et a affirmé que CI avait toujours soutenu les aotochtones et leurs droits.

### Écoblanchiment
Une ancienne salariée de Conservation International, Christine MacDonald, journaliste et auteure du livre Green. Inc. accuse Conservation International de favoriser l'« écoblanchiment » en permettant à de nombreuses multinationales polluantes comme BP, Shell ou Northrop Grumman de faire partie des partenaires de CI moyennant finance et sans réelle contrepartie. Ces fonds servent notamment à payer les très hauts salaires de CI, son PDG, Peter Seligmann, a gagné plus de 470 000 dollars en 2010.

## Projets

Hotspot de biodiversité de la Papouasie, qui inclut les Montagne Foja.

En décembre 2005, des scientifiques de Conservation International inspectent une zone encore inexplorée des montagnes Foja, en Papouasie, Indonésie. Ils y trouvent 20 espèces de grenouille, 4 papillons, 5 palmiers et une espèce d'oiseaux Meliphagidae encore inconnues.